# TSF Ditzingen
Turn- und Sportfreunde Ditzingen 1893 e.V. é uma agremiação esportiva alemã, fundada a 2 de julho de 1893, sediada em Ditzingen, no estado de Baden-Württemberg.

## História
O clube foi fundado em 02 de julho de 1893 sob o nome de TV Ditzingen. No entanto, ele não tinha um departamento de futebol até 1920. Mudou seu nome em 1919 para TSVgg Ditzingen após uma fusão.
Sua trajetória maior se deu como a de um clube amador indistinto, demorando-se nas divisões inferiores de Württemberg. Oscilou entre a Kreisklass A e Kreisklasse B naqueles anos, correspondentes às divisões locais. Somente em 1950, poderia brevemente ganhar entrada para a camada quatro, a Amateurliga 2.
Sua ascensão à fama ocorreu em meados dos anos 1980 quando um par de promoções rápidas alçou o time a partir do nível oito, a Kreisliga B para a camada três, a Amateuroberliga Baden-Württemberg em 1991. Um dos jogadores desta equipe foi Fredi Bobic, que mais tarde jogou na Alemanha internacionalmente. Bobic foi, na Oberliga Baden-Württemberg, artilheiro em 1991-1992, jogando no TSF, com 19 gols. 
Em 1993, o clube conseguiu ganhar a Copa Württemberg, batendo o SV Böblingen 3 a 2 na final. O feito permitiu que o TSF participasse da Copa DFB, a Copa da Alemanha, 1993-1994, na qual perdeu para o Hansa Rostock por 2 a 0 na segunda fase. 
Em três temporadas na Oberliga, o clube fez campanha suficiente para se qualificar para a nova Regionalliga Süd, formada em 1994. Inicialmente, na nova liga, o Ditzingen promoveu um bom desempenho, terminando em sexto e quinto em suas duas primeiras temporadas. Na temporada 1994-1995, Sean Dundee marcou 24 gols para a equipe e ficou em segundo lugar na Regionalliga na lista de artilheiros.
A partir de 1996, o clube passou a ter que lutar contra o rebaixamento. Quando, em 2000, o número de Regionalligas foi reduzido de quatro para dois, o TSF não conseguiu evitar o corte, tendo terminado apenas em 15º no campeonato.
Com o fim do "milagre" da ascensão, o clube caiu da Oberliga, após duas temporadas, para a Verbandsliga. Depois de 2008, o clube entrou em queda livre, sofrendo três rebaixamentos consecutivos e terminando na Kreisliga 9 Um Enns/Murr na temporada 2011-2012.

## Títulos
| - Kreisliga B (X) - Campeão: 1985; - Kreisliga A (IX) - Campeão: 1986; - Verbandsliga Württemberg (IV) - Campeão: 1991; - Landesliga Württemberg I (V) - Campeão: 1990; - Bezirksliga Enz-Murr (VI) - Campeão: 1988; | - Württemberg Cup - Vencedor: 1993; - Vice-campeão: 1994; |

## Campanha
- 1984/85 – Kreisliga B (1º)
- 1985/86 – Kreisliga A (1º)
- 1986/87 – Bezirksliga Enz/Murr (13º)
- 1987/88 – Bezirksliga Enz/Murr (1º)
- 1988/89 – Landesliga Württemberg (11º)
- 1989/90 – Landesliga Württemberg (1º)
- 1990/91 – Verbandsliga Württemberg (1º)
- 1991/92 – Oberliga Baden-Württemberg (9º)
- 1992/93 – Oberliga Baden-Württemberg (6º)
- 1993/94 – Oberliga Baden-Württemberg (4º)

## Cronologia recente
A história recente do clube:
| Temporada | Divisão                    | Módulo | Posição |
| 1994–1995 | Regionalliga Süd           | III    | 5º      |
| 1995–1996 | Regionalliga Süd           | III    | 5º      |
| 1996–1997 | Regionalliga Süd           | III    | 15º     |
| 1997–1998 | Regionalliga Süd           | III    | 12º     |
| 1998–1999 | Regionalliga Süd           | III    | 12º     |
| 1999–2000 | Regionalliga Süd           | III    | 15º ↓   |
| 2000–01   | Oberliga Baden-Württemberg | IV     | 14º     |
| 2001–02   | Oberliga Baden-Württemberg | IV     | 17º ↓   |
| 2002–03   | Verbandsliga Württemberg   | V      | 4º      |
| 2003–04   | Verbandsliga Württemberg   | V      | 12º     |
| 2004–05   | Verbandsliga Württemberg   | V      | 9º      |
| 2005–06   | Verbandsliga Württemberg   | V      | 5º      |
| 2006–07   | Verbandsliga Württemberg   | V      | 6º      |
| 2007–08   | Verbandsliga Württemberg   | V      | 12º     |
| 2008–09   | Verbandsliga Württemberg   | VI     | 16º ↓   |
| 2009–10   | Landesliga Württemberg I   | VII    | 16º ↓   |
| 2010–11   | Bezirksliga Enz/Murr       | VIII   | 16º ↓   |
| 2011–12   | Kreisliga A Enns/Murr 2    | IX     | 2º      |
| 2012–13   | Kreisliga A Enns/Murr 2    | IX     | º       |